# Nuggets: Original Artyfacts from the First Psychedelic Era, 1965–1968
Nuggets: Original Artyfacts From the First Psychedelic Era, 1965–1968 ist ein Sampler mit US-amerikanischen Pop- und Rock-Songs der mittleren bis späten 1960er Jahre, die oft als Garage Rock bezeichnet werden. Der Sampler wird von vielen Autoren und Musikkritikern als maßgeblich für die Entstehung der Punkmusik angesehen. 

## Entstehungsgeschichte
Zusammengestellt wurde das Doppelalbum von Jac Holzman, dem Gründer von Elektra Records, und Lenny Kaye, der später der Gitarrist der Patti Smith Group wurde. Nuggets wurde 1972 auf Elektra Records veröffentlicht und 1976 mit neuem Cover auf Sire Records wiederveröffentlicht. Der Begleittext, geschrieben von Lenny Kaye, enthält eine der frühesten Erwähnungen des Begriffs „punk rock“.
Viele der Songs waren Top-40-Hits in den USA. Dazu gehören mehr als ein Drittel der originalen Nuggets, und auch Rhino’s erweiterte Box enthielt Millionenseller wie Incense and Peppermints von Strawberry Alarm Clock (Platz 1), Louie, Louie von The Kingsmen (Platz 2), Wooly Bully von Sam the Sham & the Pharaohs (Platz 2), Little Bit O’Soul von The Music Explosion (Platz 2) und Time Won’t Let Me von The Outsiders (Platz 5).

## Rezeption
Die vereinfachte, abgespeckte Musik von Bands wie den 13th Floor Elevators, Electric Prunes, Blues Magoos und der Chocolate Watchband stieß bei den Nachwuchsmusikern der 1970er auf offene Ohren. Nuggets erhielt gute Kritiken und erreichte Platz 196 auf der Liste „Die 500 besten Alben aller Zeiten (laut Rolling Stone)“. Anders als bei den anderen Alben dieser Liste dauerte es jedoch lange, bis Nuggets auf CD erschien. Erst 1998 brachten Rhino Records eine CD mit der ursprünglichen Titel-Reihenfolge und dem Original-Begleittext heraus, fügten jedoch drei weitere CDs mit 91 zusätzlichen Stücken hinzu. Rhino Records war auch verantwortlich für den zweiten Teil des Samplers, der 2001 erschien und die Jahre von 1964 bis 1969 in Großbritannien abdeckt. Auch diesmal handelt es sich bei der Sammlung um eine Box mit vier CDs.
Jon Savage nennt Nuggets in seinem Buch England's Dreaming, über die Geschichte der britischen Punkbewegung, einen wesentlichen Einfluss und stellt es neben die Stooges-LP Raw Power. Vom Nuggets-Sampler ließen sich Punks in den USA und in Europa inspirieren.

## Titelliste

### Original-Sampler / CD 1 der Rhino-Box
1. The Electric Prunes: I Had Too Much to Dream (Last Night) – 3:02
2. The Standells: Dirty Water – 2:50
3. The Strangeloves: Night Time – 2:35
4. The Knickerbockers: Lies – 2:46
5. The Vagrants: Respect (bekannt von Aretha Franklin, geschrieben von Otis Redding) – 2:17
6. Mouse and the Traps: A Public Execution – 3:02
7. Blues Project: No Time Like the Right Time (von Al Kooper) – 2:49
8. The Shadows of Knight: Oh Yeah – 2:51
9. The Seeds: Pushin’ Too Hard – 2:39
10. The Barbarians: Moulty – 2:37
11. The Remains: Don’t Look Back – 2:45
12. The Magicians: An Invitation to Cry – 2:59
13. The Castaways: Liar, Liar – 1:56
14. The 13th Floor Elevators: You’re Gonna Miss Me – 2:31
15. Count Five: Psychotic Reaction – 3:09
16. The Leaves: Hey Joe – 2:53
17. Michael and the Messengers: Romeo & Juliet – 2:02
18. The Cryan' Shames: Sugar and Spice (von The Searchers) – 2:33
19. The Amboy Dukes: Baby Please Don’t Go (von Big Joe Williams) – 5:41
20. Blues Magoos: Tobacco Road (von John D. Loudermilk) – 4:44
21. The Chocolate Watchband: Let’s Talk About Girls – 2:45
22. The Mojo Men: Sit Down, I Think I Love You (von Stephen Stills) – 2:25
23. The Third Rail: Run, Run, Run – 1:57
24. Sagittarius: My World Fell Down (von Geoff Stephens und John Carter) – 3:52
25. The Nazz: Open My Eyes (von Todd Rundgren) – 2:47
26. The Premiers: Farmer John (von Don Sugarcane Harris) – 2:29
27. The Magic Mushrooms: It’s-a-Happening – 2:47

### CD 2 der Rhino-Box (Auswahl)
1. The Human Beinz: Nobody but Me
2. The Turtles: Outside Chance
3. Strawberry Alarm Clock: Incense and Peppermints
4. Love: 7 and 7 Is
5. The Outsiders: Time Won’t Let Me
6. Kim Fowley: The Trip
7. The Seeds: Can’t Seem to Make You Mine
8. The Beau Brummels: Laugh, Laugh
9. The Nightcrawlers: The Little Black Egg
10. The Five Americans: I See the Light
11. Paul Revere & the Raiders: Steppin’ Out
12. Captain Beefheart & His Magic Band: Diddy Wah Diddy
13. The Sonics: Strychnine

### CD 3 der Rhino-Box (Auswahl)
1. Sir Douglas Quintet: She’s About a Mover
2. The Music Explosion: Little Bit o’ Soul
3. The Sonics: Psycho
4. The Standells: Sometimes Good Guys Don’t Wear White
5. The Amboy Dukes: Journey to the Center of the Mind

### CD 4 der Rhino-Box (Auswahl)
1. The Leaves: Too Many People
2. The Barbarians: Are You a Boy or Are You a Girl
3. Sam the Sham & the Pharaohs: Wooly Bully
4. The Strangeloves: I Want Candy (später ein Hit für Bow Wow Wow (1982) und Melanie C (2007))
5. The Kingsmen: Louie Louie
6. The Monks: Complication
7. The Sonics: The Witch
8. The Electric Prunes: Get Me to the World on Time
9. Paul Revere & the Raiders: Just Like Me
10. The Standells: Why Pick on Me